# پول (ترانه محمود)
«پول» (به ایتالیایی: Soldi) تک‌آهنگی از هنرمند اهل ایتالیا محمود است. این تک‌آهنگ در آلبوم  Gioventù bruciata قرار داشت و نماینده ایتالیا در یوروویژن ۲۰۱۹ است.